# ألين بيل
ألين بيل (بالإنجليزية: Allen Bell)‏ هو فلاح وسياسي نيوزلندي، ولد في 14 فبراير 1870 في نيوزيلندا، وتوفي في 15 أكتوبر 1936 في نيوزيلندا. انتخب عضو مجلس النواب النيوزيلندي.